# 백병전

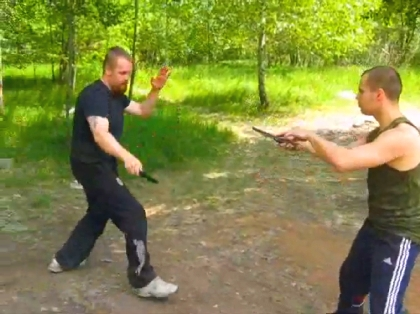

백병전(白兵戰, 영어: hand-to-hand combat, HTH, H2H)은 도검 등 근접 전투용 무기를 이용한 전투이다. 백병은 칼, 검, 창 등의 무기 등을 장비한 병사를 의미한다.

## 개요
군인이 전투에서 사용하는 기술이다. 따라서 일반적인 격투기 계열의 스포츠와는 달리 상대(적)를 살상할 목적을 가지고 있다. 국가를 넘어 백병전에 대체로 공통적인 특징은 무술의 경험이 없는 사람도 단기간에 습득할 수 있도록 고안되어 있고, 인체의 급소를 노리는 등 간단하지만 효과적인 기술 체계로 구성되어 있다. 이러한 공통점을 볼 수 있는 이유는 군대에서 제한된 훈련 기간 동안 대원의 전투력을 높일 필요가 있기 때문이다. 때로는 훈련이 방어구와 약속 대련 등으로 안전을 확보하고 수행되기도 한다.
특수 부대 등의 정예 부대와 일반 부대에서 훈련되는 내용이 다를 수 있으며, 많은 정예 부대에서는 고급 살상 기술을 훈련하는 반면, 일반 부대에서는 형식적인 기본기에만 머무는 경우가 많다. 국가나 조직에 의해 훈련되는 내용은 크게 다르고, 격투 훈련을 하지 않는 부대와 병과도 있다. 예를 들어, 미국 육군은 보병 부대를 제외하고는 격투 훈련을 실시하지 않지만, 미국 해병대의 모든 지상군은 격투 훈련을 한다.
기본적으로 민간인은 배울 수 없지만, 최근 격투기 붐의 영향으로 민간용으로 세미나가 열리거나 도서 또는 동영상의 형식으로 정보가 공개되기도 한다. 그런 경우에도 기본적으로 살상 기술은 가르쳐 않고 호신술 수준의 내용에 머무는 것이 보통이다.

## 같이 보기
- 참호전
- MUSAT(Multi UDT/SEAL Assaulting Tactics)
- 근접 전투